# Alston (East Devon)
Alston – przysiółek w Anglii, w Devon.